# Église Saint-Léger de Morainvilliers
Pour les articles homonymes, voir Église Saint-Léger.
L'église Saint-Léger est une église catholique située à Morainvilliers, dans le département des Yvelines, en France.

## Localisation
Elle est rattachée au groupement Paroissial Orgeval-Morainvilliers dans le doyenné de Poissy.

## Historique
Elle est donnée en 1083 à l'abbaye du Bec-Hellouin.